# 194年
| 千纪： | 1千纪                                                                                           |
| 世纪： | 1世纪 \| 2世纪 \| 3世纪                                                                         |
| 年代： | 160年代 \| 170年代 \| 180年代 \| 190年代 \| 200年代 \| 210年代 \| 220年代                       |
| 年份： | 189年 \| 190年 \| 191年 \| 192年 \| 193年 \| 194年 \| 195年 \| 196年 \| 197年 \| 198年 \| 199年 |
| 纪年： | 甲戌年（狗年）；东汉兴平元年                                                                    |

## 大事记
- 中國
  - 劉焉的長子左中郎將劉範和弟弟治書御史劉誕聯合征西將軍馬騰合謀偷襲董卓餘黨李傕佔領的長安，兩軍對戰於長平觀，馬騰兵敗之後劉範當場被殺，劉誕被處死，只有劉璋之前被派到益州傳令不還長安倖免於難，議郎龐羲招募人手護送劉焉留在長安的幾個孫子入蜀。
  - 二月，徐州牧陶謙向劉備求救以拒曹操，使屯沛縣。
  - 同月，曹操根據地兗州陳留太守張邈叛迎呂布，曹操自徐州引軍還兗州，爆發兗州之戰。
  - 五月，河西四郡因離州治漢陽冀縣過遠，其道路又為河寇所阻，上書求別置州。
  - 六月，析涼州之武威、張掖、酒泉、敦煌、西海五郡新置雍州，州治姑臧，以陳留邯鄲商為雍州刺史。
  - 十二月，因天火燒城，益州牧劉焉將益州治所由綿竹徙至成都。
  - 同月，劉焉病亡，其子劉璋被趙韙等舉為益州牧，劉璋部屬沈彌、婁發、甘寧起事反對劉璋，失敗後荊州避亂。
  - 同月，陶謙病逝，劉備被推舉為徐州牧。
  - 析右扶風、安定郡新設新平郡，治漆縣。

- 羅馬帝國
  - 統帥塞普蒂米烏斯·塞維魯及克勞迪烏斯·阿爾拜努斯任羅馬執政官。
  - 伊蘇斯戰役：皇帝塞维鲁帅第十二军团至基利家，打败叙利亚总督佩森尼爾斯·奈哲爾（Pescennius Niger）,奈哲爾退至安條克，為塞維魯的軍隊所處決。
  - 塞維魯包圍拜占庭（194年 - 196年），其城牆嚴重受損。

- 其他
  - 塞爾維亞牧首愛任紐宣佈諾斯底主義為異端。

## 各国领袖

### 非洲
- 库施
  - 国王：Amanikhareqerem（190年－200年）

### 亚洲
- 中国
  - 东汉：
    - 皇帝：汉献帝（189年－220年）
- 朝鲜
  - 百济：
    - 国王：肖古王（166年－214年）

  - 高句丽：
    - 国王：故国川王（179年－197年）

  - 新罗：
    - 国王：伐休尼师今（184年－196年）

### 欧洲
- 高加索伊比里亚
  - 国王：列夫一世（189年－216年）
- 罗马帝国
  - 皇帝：塞维鲁（193年－211年）

### 中东
- 奥斯若恩
  - 国王：Abgar IX（177年－212年）
- 安息
  - 国王：沃洛吉斯五世（191年－208年）

## 出生
- 朱據（194年－250年），吳將。56岁

## 逝世
- 刘焉（2世紀?－194年）
- 劉範，益州州牧劉焉的長子。
- 劉誕，益州州牧劉焉的次子。
- 陶謙（132年－194年）62岁
- 鄭益
- 马日磾（? －194年）
- 佩森尼爾斯·奈哲爾（140年 - 194年），羅馬篡位者。54歲